# Damir Mulaomerović
Damir Mulaomerović (* 19. September 1974 in Tuzla) ist ein kroatischer Basketballtrainer und ehemaliger -spieler.

## Werdegang

### Spieler
Als Jugendlicher spielte Mulaomerović bei OKK Sloboda Tuzla, ab 1994 stand er in Diensten von KK Cibona Zagreb, gewann mehrmals die kroatische Meisterschaft sowie den Pokalwettbewerb. Später spielte er bei einigen der namhaftesten europäischen Mannschaften. 2002 gewann Mulaomerović mit Panathinaikos Athen unter Trainer Željko Obradović und an der Seite von Mitspielern wie Dejan Bodiroga, İbrahim Kutluay sowie Fragiskos Alvertis die EuroLeague. Zum Endspielsieg über Virtus Bologna trug Mulaomerović sechs Punkte bei.
Mit Kroatiens Nationalmannschaft nahm er an den Olympischen Sommerspielen 1996 sowie den Europameisterschaften 1997, 1999, 2001 und 2003 teil. Mulaomerović hatte zunächst das Bestreben gehabt, für die Auswahl Bosniens und Herzegowinas zu spielen, erhielt von der Mannschaft aber keine Einladung, sodass er Kroatien seine Zusage gab.
Erfolge als Spieler:
- Kroatischer Meister (1995, 1996, 1997, 1998, 2011)
- Kroatischer Pokalsieger (1995, 1996, 2009, 2010, 2011)
- Türkischer Pokalsieger (2001)
- EuroLeague-Sieger (2002)

### Trainer
Wie als Spieler war Mulaomerović auch als Trainer anfänglich in Tuzla tätig, erneut wurde Cibona Zagreb der nächste Halt. Im Mai 2016 trat er zusätzlich das Amt des Nationaltrainers von Bosnien und Herzegowina an. Nachdem die Auswahl unter seiner Leitung in der Ausscheidungsrunde den Sprung zur Europameisterschaft 2017 verpasst hatte, wurde sein auslaufender Vertrag als Nationaltrainer im September 2016 nicht verlängert.
Im Juni 2017 trennten sich Mulaomerović und Cibona Zagreb, Seine nächste Aufgabe als Trainer wurde KB Prishtina, die Stelle trat er im Sommer 2018 an. Mulaomerović gewann mit der Mannschaft im Spieljahr 2018/19 die kosovarische Meisterschaft sowie den Pokalwettbewerb. Im europäischen Vereinswettbewerb FIBA Europe Cup führte er Prishtina ins Achtelfinale, was als große Überraschung eingestuft wurde. Mulaomerović war während seiner Zeit in Prishtina gleichzeitig auch Cheftrainer der Nationalmannschaft des Kosovos.
Ende November 2019 übernahm er wieder das Traineramt in Tuzla, seine Amtszeit dauerte bis Ende Mai 2021 an, er wurde danach Trainer von KK Cedevita in Zagreb. Erneut nahm er eine zusätzliche Aufgabe an, als er im Januar 2022 kroatischer Nationaltrainer wurde. Er betreute die Mannschaft Kroatiens bei der Europameisterschaft 2022, nach dem Ausscheiden im Achtelfinale trat er das Amt ab.
Erfolge als Trainer:
- Kosovarischer Meister (2019)
- Kosovarischer Pokalsieger (2019)